# تیپ ۲۲ گارد هدف ویژه
تیپ ۲۲ گارد هدف ویژه (انگلیسی: 22nd Separate Guards Special Purpose Brigade) تیپ نیروهای ویژه زیرمجموعه نیروی زمینی روسیه است، که در سال ۱۹۷۶ تأسیس شد.